# Missa Gallica
La Missa Gallica est une œuvre musicale de Bernard Lallement. Cette œuvre originale prenant la forme d'une messe en latin, mais dont les morceaux sont des airs traditionnels français (sauf un provenant du Québec).
Écrite pour chœur, chanteurs solistes, orchestre classique et instruments traditionnels (épinette des Vosges, cornemuse, bombarde, vielle à roue, etc.), la Missa Gallica dure environ 40 minutes et ressemble à s'y méprendre à une véritable messe composée à cet effet, enchaînant le Kyrie, le Gloria, le Credo, le Sanctus et l’Agnus Dei.
Citations de Bernard Lallement à propos de la Missa Gallica :
- "Experience singulière, qui tend à démontrer que les hommes pour chanter leurs amours terrestres, leur joie de vivre ou leur peur de mourir, bref, pour chanter ce que chantent essentiellement nos vieilles chansons, n'ont pas utilisé vraiment d'accents différents de ceux qu'ils avaient trouvé pour louer Dieu, implorer sa miséricorde et chanter son amour."
- "Je puis identifier avec précision les principales impulsions qui m'ont conduit à écrire la Missa Gallica…
- "Au cours de mes pérégrinations à travers les régions de France et les pays francophones, je me suis aperçu que les chansons populaires harmonisées pour chœurs plaisaient beaucoup plus aux choristes et au public si elles étaient soutenues par des instruments, d'où l'idée de les faire intervenir...

À l'écoute d'autres messes écrites sur des thèmes profanes, cela me semble excellent pour rapprocher le peuple de son église…
Il ne me restait plus qu'à écrire la messe. Les thèmes parmi ceux que je trouvais les plus beaux dans le folklore français s'offraient en abondance. Notre folklore est si riche…"

## Composition
- Kyrie
  - Kyrie eleison: Mélodie cévenole (Languedoc-Cévennes)
  - Christe eleison: Mélodie champenoise
  - Kyrie eleison: Mélodie cévenole (Languedoc-Cévennes)
- Gloria
  - Gloria in excelsis Deo: Bonsoir le maitre de maison (Grande Lande)
  - Et in terra pax: Chant des pénitents (Dauphiné-Chartreuse)
  - Laudamus te: M'y promenant le long de ces verts prés (Nivernais)
  - Gratias agimus tibi: Jésus-Christ s'habille en pauvre (Picardie)
  - Domine Fili unigenite: Que ta lumière, ô belle lune (Pays basque)
  - Qui tollis: N'allez pas au bois (Guyenne-Agenais)
  - Suscipe deprecationem: Quand je vais au jardin d'amour (Alsace Bas-Rhin)
  - Qui sedes: N'allez pas au bois (Guyenne-Agenais)
  - Amen: Passant par Paris (Normandie)
- Credo
  - Patrem omnipotentem: La ville d'Is (Bretagne)
  - Et unum Deum: La ville d'Is (Bretagne)
  - Deum de Deo: Le roi Renaud (Version principale, Normandie)
  - Genitum non factum: Le roi Renaud (variante, Normandie)
  - Qui propter nos: La ville de Sarlat (Guyenne-Périgord)
  - Et incarnatus est: (Mélodie de la Béarn et de la Bigorre)
  - Cruxifixus: Las ! J'ai rêvé (Bretagne)
  - Et resurrexit: A la Noël, à la minuit (Bas-Quercy)
  - Et iterus venturum est: Silence ciel, silence terre ! (Normandie)
  - Et in spiritum sanctum: Il faut chanter de bon cœur (Savoie-Tarentaise)
  - Qui cum Patre et Filio: La passion de notre seigneur Jésus-Christ (Provence)
  - Et unam sanctam catholicam: Dans le château de Châtillon (Jura)
  - Confiteor: Sur le tombeau, la Madeleine (Nivernais)
  - Et exspecto resurrectionem: Lorsqu'en la saison qu'il gèle (Bourgogne)
  - Amen: C'est l'bedeau de saint David (Canada-Acadie)
- Sanctus
  - Sanctus: Un beau soir de dimanche (Jura)
  - Pleni sunt coeli: là-bas, dans la combelle (Haute-Auvergne)
  - Hosanna: Claudine (Bourrées d'Auvergne et du Limousin)
  - Hosanna (suite): Là-bas, dans le Limousin (Bourrées d'Auvergne et du Limousin)
  - Hosanna (fin): Vivent les Auvergnats (Bourrées d'Auvergne et du Limousin)
  - Benedictus: Ma douce Annette (Bretagne)
- Agnus Dei
  - Agnus Dei: Le pauvre laboureur (Jura-Bresse)
  - Dona nobis pacem: Mélodie cévenole (Languedoc-Cévennes)
- Ite missa est
  - Deo gratias: Rossignolet du bois (Lyonnais-Forez)